# Arbeitsgemeinschaft Arbeitsrecht im Deutschen Anwaltverein
Die Arbeitsgemeinschaft Arbeitsrecht im Deutschen Anwaltverein ist eine fachliche Unterorganisation des Deutschen Anwaltvereins (DAV). Sie wurde 1981 gegründet. Mit Stand März 2022 gehören ihr circa 3.800 Rechtsanwältinnen und Rechtsanwälte an. Sie gehört damit zu den größeren Arbeitsgemeinschaften im DAV und von auf das Arbeitsrecht spezialisierten Anwälten. Ihre Organe sind, wie bei den anderen Arbeitsgemeinschaften im DAV, die Mitgliederversammlung und der Geschäftsführende Vorstand. Die Arbeit innerhalb der Arbeitsgemeinschaft ist ehrenamtlich.

## Aufgaben
Die Arbeitsgemeinschaft Arbeitsrecht im DAV fördert die Weiterbildung ihrer Mitglieder durch Fachveranstaltungen und Lehrgänge. Sie setzt sich auch für die berufspolitischen und wirtschaftlichen Interessen ihrer Mitglieder ein und nimmt zu aktuellen arbeitsrechtspolitischen Fragen Stellung.

## Publikation
Die Arbeitsgemeinschaft Arbeitsrecht im DAV gibt vierteljährlich die Arbeitsrechtlichen Entscheidungen mit Aufsätzen und aktueller Rechtsprechung (etwa 600 Entscheidungen im Jahr) heraus.